# 겐팅 스카이월즈
겐팅 스카이월즈(영어: Genting SkyWorlds)는 말레이시아 파항주 겐팅 하일랜즈 내에 생길 예정인 테마파크이다. 21세기 폭스로부터 겐팅 그룹이 운영권을 취득하여 20세기 폭스 월드 말레이시아(20th Century Fox World Malaysia)로 불렸다. 하지만 21세기 폭스가 월트 디즈니 컴퍼니에 인수합병되면서 현재의 이름으로 변경되었다. 2021년 2분기 개장 예정이다.

## 같이 보기
- 레고랜드 말레이시아 리조트
- 유니버설 스튜디오 싱가포르